# Бял-Извор (Кырджалийская область)
Бял-Извор (болг. Бял извор) — село в Болгарии. Находится в Кырджалийской области, входит в общину Ардино. Население составляет 1644 человека.

## Политическая ситуация
В местном кметстве Бял-Извор, в состав которого входит Бял-Извор, должность кмета (старосты) исполняет Зехни Ариф Емин (Движение за права и свободы (ДПС)) по результатам выборов.
Кмет (мэр) общины Ардино — Ресми Мехмед Мурад (Движение за права и свободы (ДПС)) по результатам выборов.